# Мелехівська сільська рада
Мелехівська сільська рада — орган місцевого самоврядування у Чорнухинському районі Полтавської області з центром у c. Мелехи.
Населення — 1299 осіб.

## Населені пункти
Сільраді підпорядковані населені пункти:
- c. Мелехи
- с. Городище
- с. Загребелля